# 장동리 구석기 유적
장동리 구석기 유적(長洞里 舊石器 遺蹟)은 전라남도 나주시 동강면 장동리에 있는 유적이다. 2006년 12월 30일 나주시의 향토문화유산 제8호로 지정되었다.

## 개요
1997년 목포대 박물관팀에 의해 확인됐다. 장도리 유적은 그 가운데 하나로 목포대 박물관팀이 실시한 지표조사에서 몸돌, 찍개류, 다면석기와 주먹도끼, 칼형도끼 등 구석기시대 후기에 속하는 3~6만년 전의 것으로 추정되는 유물이 확인됐다.
2011년 1월 9일 전남 나주시 동강면 장동리에서 조류인플루엔자가 발생해 오리를 매몰한 바 있다.